# A Traitor Like Judas
A Traitor Like Judas est un groupe de metalcore allemand, originaire de Brunswick, en Basse-Saxe. En janvier 2018, le groupe annonce sa séparation.

## Biographie

### Débuts (2000–2009)
Le groupe se forme après la dissolution de Mingle et In Memory of, en 2000, sous le nom de Parker Frisbee. Il comprend Jan Knackstedt (basse), Dennis Thiele (guitare), Phillip Resslhuber (batterie) et Björn Decker (chant). En décembre 2000, il se choisit le nom de A Traitor Like Judas.
Un an plus tard, le groupe joue sa première tournée européenne en tant que première partie de Narziss sans contrat d'enregistrement pour produire un autre CD. En raison du succès croissant du groupe, il reçoit une offre de contrat d'Erdkampf Records qui publie l'EP Poems for a Dead Man. Le groupe tourne à nouveau en Europe avec Muad'Dib. Ensuite le groupe engage un deuxième guitariste, Christoph Schönbach. En outre, le groupe signe avec Winter Recordings sur lequel paraît le premier album Too Desperate to Breathe In.
Le groupe prévoit de sortir un split avec Fall of a Season. Ce projet échoue parce que le label se dissout. Le groupe signe alors avec Let It Burn Records pour un split avec Under Siege. A Traitor Like Judas tourne en Grande-Bretagne avec Burning Skies. Suivent des concerts avec Heaven Shall Burn, Caliban, Walls of Jericho et As I Lay Dying. Avec Goodlife Records, le groupe travaille sur le deuxième album, Nightmare Inc.. Comme Goodlife n'est pas un gros label, le groupe décide de signer sur Dockyard 1, afin que l'album sorte fin novembre 2005. En 2006, le chanteur Björn Decker quitte le groupe pour des raisons de santé et est remplacé par Jasper Elter. 

### Derniers albums (2010–2018)
Comme les tournées prennent de plus en plus de temps, il y a plusieurs changements de membres dans les années suivantes. Dennis Thiele part peu de temps après les enregistrements pour l'album Endtimes en tant que dernier membre fondateur du groupe, mais les soutient toujours comme musicien aux concerts. Le 24 septembre 2010, Endtimes est le troisième album studio du groupe. Puis vient Lifetimes, un split avec Maintain. 
En 2010 et 2011, A Traitor Like Judas donne plus d'une centaine de concerts et tourne avec des groupes américains comme Sworn Enemy ou All Shall Perish. Par ailleurs, il est en première partie de quelques concerts de Sepultura. En février 2013, les membres entrent dans le studio de Kristian Kohlmannslehner pour un nouvel album et signent un nouveau contrat avec Redfield Records. Entre le 15 mars et le 1er avril 2013, le groupe joue avec Nasty, CDC, Warhound et The Green River Burial dans le cadre de la tournée Taste of Anarchy Tour en Allemagne, en Belgique et aux Pays-Bas. Le 20 mai 2013, ils sortent le clip du single What Counts sur YouTube. Ils publient un nouvel album, Guerilla Heart, le 23 août 2013.
Le 21 janvier 2018, le groupe annonce sa séparation après quelques apparitions à divers festivals

## Discographie

### Albums studio
- 2003 : ...Too Desperate to Breathe In... (Winter Recordings)
- 2006 : Nightmare Inc. (Goodlife Records, Dockyard 1)
- 2010 : Endtimes (Swell Creek Records, Soulfood)
- 2013 : Guerilla Heart (Redfield Records)

### Splits
- 2004 : Ten Angry Men ([et It Burn Records, avec Under Siege)
- 2011 : Lifetimes (Swell Creek Records, Soulfood Distribution avec Maintain)

### EP
- 2002 : Poems for a Dead Man (Erdkampf Records)